# 당신은 너무합니다
《당신은 너무합니다》는 2017년 3월 4일부터 2017년 8월 27일까지 방송된 문화방송 주말연속극이다.

## 기획 의도
불꽃같은 인생을 사는 스타가수와 이름조차 우스꽝스러운 모창가수, 두 주인공의 애증과 연민이 얽히고 설키는 인생사를 통해 인간에 대한 깊은 이해의 시간을 마련하고자 기획된 드라마.

## 등장인물

### 주요 인물
- 엄정화 : 유지나 / 김혜정 역 - 이 드라마의 메인 여주인공이자 메인 악녀.
- 구혜선 (1회 ~ 6회) → 장희진 (7회 ~ 50회): 정해당 / 유쥐나 역 - 이 드라마의 메인 여주인공.
- 강태오 : 이경수 역 (아역 : 김건우) - 이 드라마의 메인 남주인공.

### 강식이네
- 강남길 : 정강식 역
- 신다은 : 정해진 역
- 김규선 : 정해성 역
- 정해나 : 정해수 역

### 성환이네
- 전광렬 : 박성환 역 - 이 드라마의 진 최종 보스.
- 정겨운 : 박현준 역
- 정혜선 : 성경자 역
- 이화영 : 최경애 역
- 손태영 : 홍윤희 역 - 이 드라마의 서브 악녀이자 중간 보스.
- 이루 : 박현성 역
- 윤아정 : 고나경 역

### 미숙이네
- 김보연 : 백미숙 역
- 김형범 : 연봉수 역
- 이재은 : 연봉선 역
- 정현준 : 연지훈 역

### 그 외 인물
- 손건우 : 카뱌레 사회자 역
- 최현 : 최군 역
- 유한빈 : 장오성 역
- 서은채 : 유진 역
- 정두겸 : 홍윤희의 아버지 역
- 원종례 : 홍윤희의 어머니 역
- 강민정 : 올포유 매장고객 역
- 차도연
- 김사훈 : 기자 역
- 이수련 : 기자 역
- 최정원 : 임철우 역
- 김미준 : 오순정 역
- 윤종화 : 김철수 역
- 홍서준
- 정종우
- 김광인 : 변호사 역
- 이채민 : 박성환 내연녀 역
- 성인자 : 시골 시장 옷가게 주인 역
- 정태야
- 김민채
- 고진명
- 문수빈
- 최정우
- 재희 : 조성택 역 (특별 출연)
- 아이시어 (특별 출연)
- 오비너스 (특별 출연)
- 제이피스 (특별 출연)

## 시청률
| 2017년      | 2017년      | 2017년         | 2017년       | 2017년         | 2017년       |
| 회차        | 방송일      | TNmS 시청률    | TNmS 시청률  | AGB 시청률     | AGB 시청률   |
| 회차        | 방송일      | 대한민국(전국) | 서울(수도권) | 대한민국(전국) | 서울(수도권) |
| ----------- | ----------- | -------------- | ------------ | -------------- | ------------ |
| 제1회       | 3월 4일     | 11.1%          | 10.9%        | 12.0%          | 12.2%        |
| 제2회       | 3월 5일     | 12.2%          | 12.1%        | 14.6%          | 15.0%        |
| 제3회       | 3월 11일    | 9.3%           | 9.9%         | 10.0%          | 10.8%        |
| 제4회       | 3월 12일    | 10.9%          | 11.2%        | 12.9%          | 13.1%        |
| 제5회       | 3월 18일    | 11.2%          | 11.3%        | 11.4%          | 11.9%        |
| 제6회       | 3월 19일    | 13.3%          | 13.6%        | 14.6%          | 15.2%        |
| 제7회       | 3월 25일    | 9.6%           | 9.6%         | 11.2%          | 11.9%        |
| 제8회       | 3월 26일    | 13.6%          | 14.2%        | 13.3%          | 13.3%        |
| 제9회       | 4월 1일     | 10.4%          | 10.7%        | 11.3%          | 12.2%        |
| 제10회      | 4월 2일     | 12.8%          | 12.6%        | 13.1%          | 13.7%        |
| 제11회      | 4월 8일     | 10.5%          | 10.8%        | 9.9%           | 10.3%        |
| 제12회      | 4월 9일     | 11.8%          | 12.1%        | 12.4%          | 12.6%        |
| 제13회      | 4월 15일    | 11.4%          | 11.6%        | 11.4%          | 11.5%        |
| 제14회      | 4월 16일    | 13.0%          | 13.1%        | 12.9%          | 13.0%        |
| 제15회      | 4월 22일    | 11.0%          | 10.8%        | 11.8%          | 12.2%        |
| 제16회      | 4월 29일    | 13.3%          | 12.0%        | 14.0%          | 14.5%        |
| 제17회      | 4월 30일    | 16.4%          | 16.2%        | 16.3%          | 16.1%        |
| 제18회      | 5월 6일     | 14.3%          | 15.0%        | 14.2%          | 14.3%        |
| 제19회      | 5월 7일     | 16.5%          | 17.2%        | 16.5%          | 16.0%        |
| 제20회      | 5월 13일    | 11.4%          | 11.7%        | 11.4%          | 11.2%        |
| 제21회      | 5월 14일    | 13.0%          | 12.6%        | 12.9%          | 13.4%        |
| 제22회      | 5월 21일    | 11.5%          | 10.7%        | 12.8%          | 13.3%        |
| 제23회      | 5월 27일    | 11.8%          | 10.3%        | 10.8%          | 10.9%        |
| 제24회      | 5월 28일    | 12.1%          | 11.2%        | 12.7%          | 12.8%        |
| 제25회      | 6월 3일     | 10.3%          | 9.6%         | 11.5%          | 11.3%        |
| 제26회      | 6월 4일     | 12.0%          | 11.5%        | 13.5%          | 13.9%        |
| 제27회      | 6월 10일    | 11.5%          | 11.1%        | 10.9%          | 10.8%        |
| 제28회      | 6월 11일    | 12.9%          | 12.9%        | 12.5%          | 12.4%        |
| 제29회      | 6월 17일    | 10.4%          | 10.2%        | 12.2%          | 12.2%        |
| 제30회      | 6월 18일    | 13.9%          | 13.5%        | 14.4%          | 14.3%        |
| 제31회      | 6월 24일    | 11.4%          | 11.2%        | 12.6%          | 13.0%        |
| 제32회      | 6월 25일    | 13.5%          | 12.7%        | 14.2%          | 14.5%        |
| 제33회      | 7월 1일     | 11.1%          | 11.2%        | 11.9%          | 12.2%        |
| 제34회      | 7월 2일     | 13.9%          | 14.0%        | 12.7%          | 12.8%        |
| 제35회      | 7월 8일     | 12.1%          | 11.8%        | 12.3%          | 12.5%        |
| 제36회      | 7월 9일     | 13.7%          | 13.9%        | 13.0%          | 13.1%        |
| 제37회      | 7월 15일    | 12.1%          | 11.7%        | 12.8%          | 13.0%        |
| 제38회      | 7월 16일    | 14.9%          | 14.7%        | 15.6%          | 16.1%        |
| 제39회      | 7월 22일    | 12.7%          | 12.5%        | 13.0%          | 13.2%        |
| 제40회      | 7월 23일    | 15.9%          | 15.7%        | 16.1%          | 16.7%        |
| 제41회      | 7월 29일    | 14.2%          | 13.1%        | 14.4%          | 14.7%        |
| 제42회      | 7월 30일    | 14.7%          | 14.6%        | 15.2%          | 15.8%        |
| 제43회      | 8월 5일     | 11.9%          | 12.2%        | 13.4%          | 13.6%        |
| 제44회      | 8월 6일     | 14.7%          | 13.5%        | 16.6%          | 16.5%        |
| 제45회      | 8월 12일    | 12.6%          | 12.6%        | 12.5%          | 12.6%        |
| 제46회      | 8월 13일    | 15.1%          | 15.4%        | 15.2%          | 14.9%        |
| 제47회      | 8월 19일    | 12.2%          | 12.7%        | 13.9%          | 14.0%        |
| 제48회      | 8월 20일    | 17.5%          | 17.4%        | 19.4%          | 19.6%        |
| 제49회      | 8월 26일    | 13.0%          | 11.4%        | 13.2%          | 13.6%        |
| 제50회      | 8월 27일    | 14.2%          | 13.1%        | 16.6%          | 17.1%        |
| 평균 시청률 | 평균 시청률 | 12.7%          | 12.5%        | 13.3%          | 13.5%        |

## 결방 사유 및 편성 변경
- 2017년 4월 23일 : 중계방송 제19대 대통령선거 후보자 토론회 1차 방송으로 인해 결방
- 2017년 5월 6일 ~ 5월 7일 : 제19대 대통령선거 방송연설 관계로 밤 9시 5분으로 편성 변경
- 2017년 5월 20일 : 2017년 FIFA U-20 월드컵 코리아 대한민국 VS 기니 축구 중계방송으로 인해 결방[3]
- 2017년 8월 20일 : 2017년 문재인 대통령 대국민 보고대회 방송 관계로 밤 9시 20분으로 편성 변경

## 수상
- 2017년 제 2회 아시아 아티스트 어워즈 라이징스타상 강태오
- 2017년 MBC 연기대상 주말극 부문 여자 우수연기상 장희진

## 경쟁 프로그램
- KBS 주말연속극 《아버지가 이상해》
- SBS 주말드라마 《우리 갑순이》 (2016년 11월 5일부터 토요일 밤 2회 연속(8시 45분부터)으로 변경)
- SBS 주말 특별기획 드라마 《언니는 살아있다》 (토요일 밤 8시 45분부터 2회 연속)

## 참고 사항
- 드라마가 6회까지 방송된 상태에서 정해당 역을 맡았던 구혜선이 알레르기성 쇼크인 아나필락시스 질환으로 인해 하차하게 되자, 장희진이 교체 투입되었다.[4]

## 같이 보기
- 대한민국의 텔레비전 드라마 목록 (ㄷ)
- 2017년 대한민국의 텔레비전 드라마 목록